# Austrocarausius mercurius
Austrocarausius mercurius är en insektsart som först beskrevs av Carl Stål 1877.  Austrocarausius mercurius ingår i släktet Austrocarausius och familjen Phasmatidae. Inga underarter finns listade.